# Ole Lund
Ole Lund (født 30. april 1812 i Helsingør, død 12. februar 1891 på Frederiksberg) var en dansk embedsmand og politiker.
Lund var søn af en købmand i Helsingør. Han blev student i Helsingør i 1831 og cand.jur. i 1836. Herefter havde han forskellige job som jurist hos offentlige myndigheder. I 1852 blev han overauditør og herredsfoged og skriver i Bølling og Nørre Horne Herreder ved Skjern. Han stoppede i 1870 af helbredsgrunde og flyttede til København hvor han blandt andet skrev en selvbiografi.
Lund var medlem af Folketinget valgt i Vejle Amts 1. valgkreds (Fredericiakredsen) fra 1852 til februar 1853. Han vandt over R. Ottesen ved valget i 1852, men Ottesen genvalgt sit tidligere mandat i februar 1853. Han deltog forgæves i et suppleringsvalg i Ringkøbingkredsen i 1855, men var ellers ikke opstillet til Folketinget igen.
Han blev ridder af Dannebrog i 1848 og udnævnt til justitsråd i 1860.